# Xiaopin
Nella letteratura cinese, lo xiaopin (小品, Wade-Giles: hsiao-p'in) è una forma di breve saggio, solitamente con argomenti non di finzione e solitamente scritto esclusivamente in prosa. È comparabile allo Tsurezuregusa del monaco giapponese Yoshida Kenkō. Il genere ebbe popolarità tra la fine della dinastia Ming e l'inizio della dinastia Qing.

## Praticanti degni di nota
I seguenti autori sono considerati tra i praticanti storici più degni di nota del genere:
- Gui Youguang (1506-1571)
- Lu Shusheng (1509-1605)
- Xu Wei (1521-1593)
- Li Zhi (1527-1602)
- Tu Long (1542-1605)
- Chen Jiru (1558-1639)
- Yuan Zongdao (1569-1600)
- Yuan Hongdao (1568-1610)
- Yuan Zhongdao (1570-1624)
- Zhong Xing (1574-1624)
- Li Liufang (1575-1629)
- Wang Siren (1575-1646)
- Tan Yuan-chun (1585-1637)
- Zhang Dai (1597-1684)

## Argomenti
Nel 1999 il sinologo Victor H. Mair scrisse che "[gli autori dello xiaopin] scrivevano di argomenti quali guerre, templi, belvedere, gazebo, capanne, studenti, cameriere, cortigiani, attori, cantastorie, ventriloqui, cani, calligrafia, cancelleria, canne di bambù, scampagnate, assistenti, idioti, dipinti, ritratti, poesia, pensione, vecchiaia, morte, sogni, la mente di un bambino, fiori di pesco, fiori, escursioni, ruscelli, laghi, stagni, montagne, bevute e ogni genere di libro."